# スザン・レノックス
『スザン・レノックス』（原題：英語: Susan Lenox <Her Fall and Rise>, 「スーザン・レノックス <彼女の凋落と再起>」の意）は、1931年に製作・公開されたアメリカ合衆国の映画である。

## 概要
デヴィッド・グレアム・フィリップスの小説を基にロバート・Z・レナードが監督、グレタ・ガルボとクラーク・ゲーブルが主演した。ガルボとゲーブルは本作が唯一の共演となった。

## キャスト
- ヘルガ/スーザン：グレタ・ガルボ
- ロドニー・スペンサー：クラーク・ゲーブル
- カール・オーリン：ジーン・ハーショルト
- バーリンガム：ジョン・ミルジャン

## スタッフ
- 監督/製作：ロバート・Z・レナード
- 脚本：ワンダ・タチョック、レオン・ゴードン、ゼルダ・シアーズ
- 音楽：ウィリアム・アクスト（クレジットなし）
- 撮影：ウィリアム・H・ダニエルズ
- 編集：マーガレット・ブース
- 美術：セドリック・ギボンズ
- 衣裳：エイドリアン
- 録音：ダグラス・シアラー